# Cheikh al-Islam

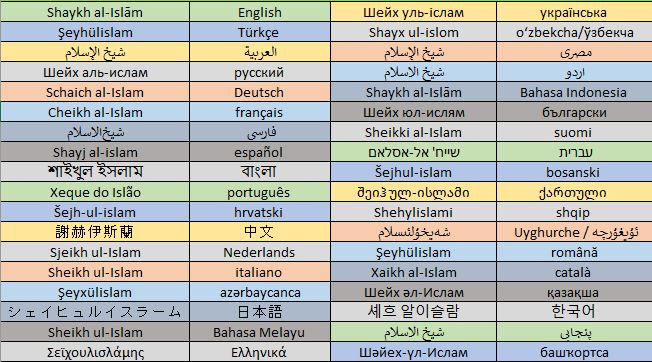
Cheikh al-Islam

 (février 2016).
Si vous disposez d'ouvrages ou d'articles de référence ou si vous connaissez des sites web de qualité traitant du thème abordé ici, merci de compléter l'article en donnant les références utiles à sa vérifiabilité et en les liant à la section « Notes et références ».
Cheikh al-Islam (en turc : Şeyhülislam) est un titre honorifique donné à certains érudits musulmans possédant une connaissance extensive de la loi islamique et dont le leadership est reconnu par leurs pairs. Il aurait été utilisé pour la première fois au Khorassan au IVe siècle du calendrier hégirien (Xe siècle du calendrier julien). 

## Dans l'Empire ottoman

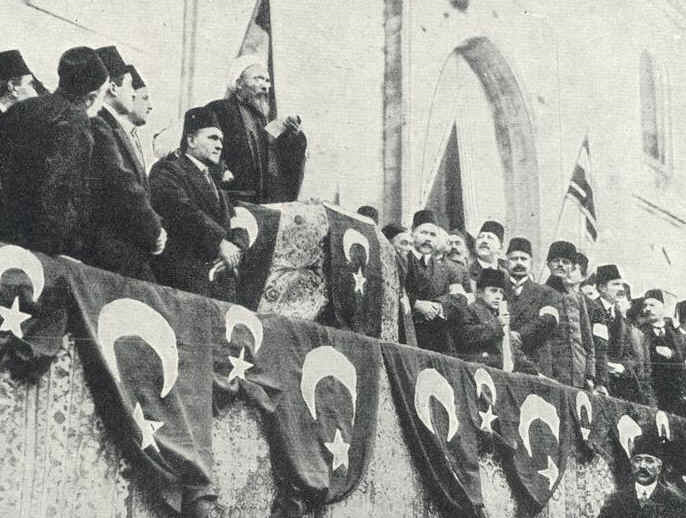
Dans la cour de la mosquée Fatih, Küçük Ali Haydar Efendi lit la fetva du « Şeyhülislam » Mustafa Hayri Efendi appelant au djihad contre la Triple-Entente, le 23 novembre 1914.

En 1424, ce titre est devenu une fonction à part entière dans l'Empire ottoman, qui avait une hiérarchie stricte d'oulémas. Le Şeyhülislam avait la plus haute fonction religieuse dans l'Empire, il était nommé par le sültan parmi les kadılar (en). Il avait le pouvoir de confirmer ou non un nouveau sültan, mais ce dernier validé, le souverain ottoman redevenait l'autorité spirituelle la plus importante.
Au XVIe siècle son influence a fortement augmenté, il s'occupait de la loi islamique et émettait des avis juridiques.
Après l'établissement de la Grande Assemblée nationale de Turquie en 1920, les républicains ont transféré les prérogatives du Şeyhülislam au ministère de la Charia et des Awqaf (en), remplacé en 1924 par la présidence des Affaires religieuses.
Elle reste aujourd'hui l'autorité la plus proche de l'ancienne fonction ottomane de Şeyhülislam.
Parmi les plus connus, on peut citer Mustafa Hayri Efendi, auteur du djihad ottoman contre la Triple Entente lors de la Première Guerre mondiale exécuté pour s'être opposé au génocide arménien.
Mehmed Nouri Efendi (en) fut, quant à lui, le dernier Şeyhülislam de l'Empire ottoman.